# Cirrodistis benedicta
Cirrodistis benedicta là một loài bướm đêm trong họ Noctuidae.